# Eumomota superciliosa
El torogoz, guardabarranco, tolobojo ceja-turquesa, pájaro toho momoto cejiazul (Eumomota superciliosa) es una especie de ave coraciforme de la familia Momotidae que habita en Centroamérica desde la península de Yucatán hasta Panamá y es el ave nacional de El Salvador y Nicaragua. Debido a la forma y movimiento de su cola, similar a un péndulo, también es conocido como pájaro reloj.
Si bien en ambos decretos legislativos se refiere expresamente a Eumomota superciliosa (con diferentes nombres vernáculos), en el caso nicaragüense los ornitólogos Howell y Webb (1995) describieron características del plumaje similares a las de Momotus momota, con base a observaciones de especímenes de ese país que habían sido clasificados como E. superciliosa.

## Descripción

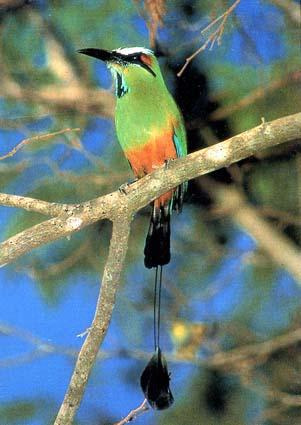
Un torogoz posado en una rama.

Esta es un ave relativamente pequeña, del tamaño de un puño de una persona adulta, en promedio mide 34 cm de largo y pesa unos 65 gramos. Tiene el cuerpo mayoritariamente verde con la espalda y el vientre rojizo y además presenta diversas tonalidades de verde, celeste tornasol, blanco, amarillo, anaranjado y negro.
Posee una raya azul pálido sobre el ojo, asemejando un antifaz y en la garganta una marca vertical negra con un margen azul. Las plumas de vuelo y la superficie superior de la cola también son azules.
Un rasgo muy llamativo y característico es que de su cola sobresalen dos largas plumas con el raquis desnudo y largo y pluma ancha al final, simulando dos raquetas grandes, como las de muchos otros momotos, pero los astiles son más largos. Muchas veces, sobre todo cuando están alarmados, mueve su cola como un péndulo de un lado a otro, de allí su apodo yucateco «pájaro reloj». Es comúnmente conocido en Yucatán como «pájaro toh».
El grito es un graznido nasal, «cwawcaca» o «cwaanhoho», algunas veces se repite y se puede oír de lejos.

## Hábitat y distribución

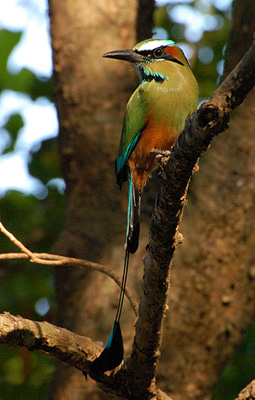
Un ejemplar en Costa Rica.

Vive en hábitats bastante abiertos, como bordes de selvas, bosques ribereños y matorrales. Es más conspicuo que los demás momotos y frecuentemente se posa en alambres y cercas, se agacha en mallas o cables telefónicos, moviendo su cola de un lado al otro. Ahí busca presas como insectos y arañas, pequeños reptiles, alimentándose también de frutas.

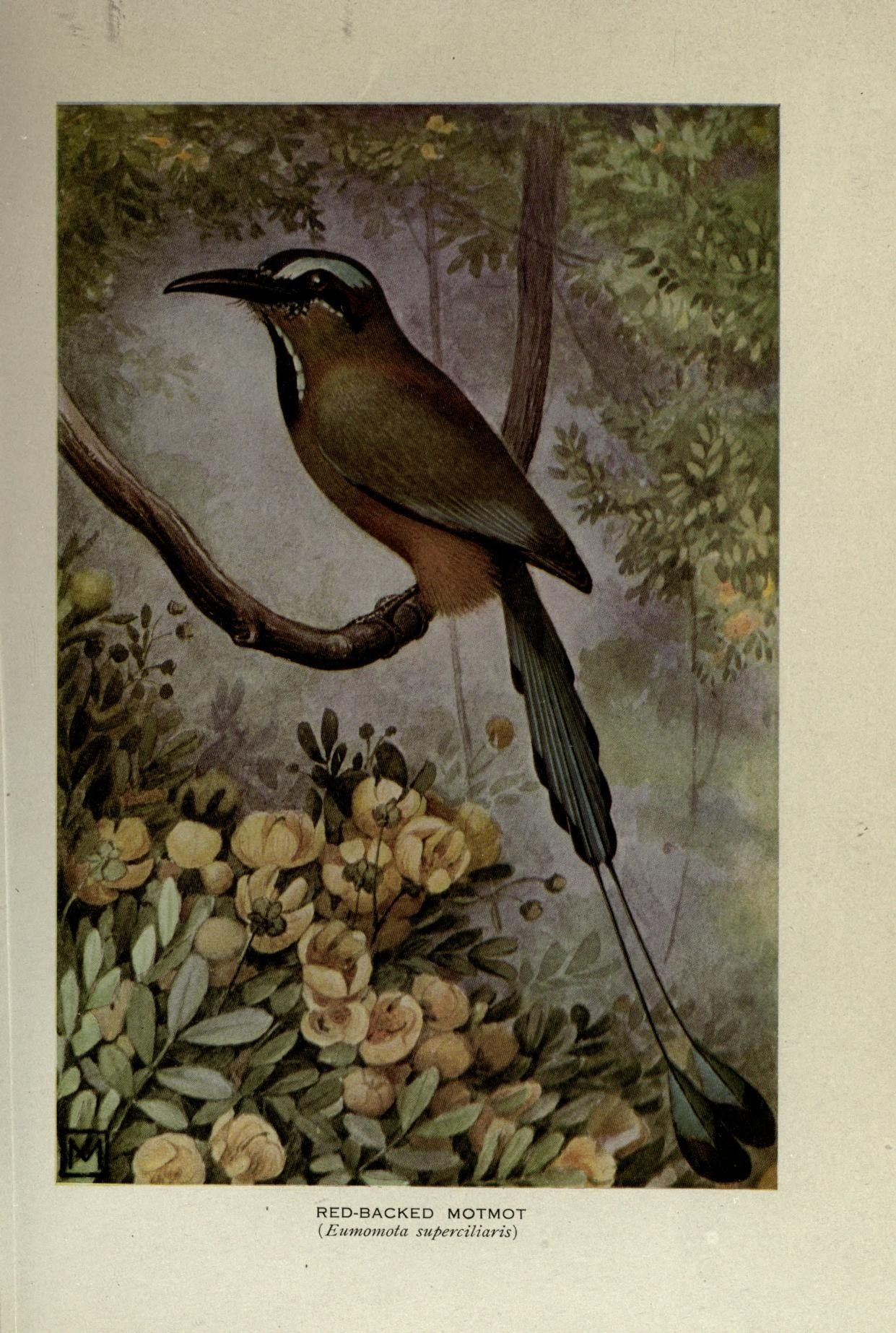
Una pintura de un torogoz, que data de 1909.

En Nicaragua se les encuentra principalmente en las áreas boscosas de la costa del Pacífico, especialmente en los departamentos de Granada, Masaya, Carazo, Rivas y Managua. Al igual que en la provincia de Yucatán.

## Reproducción
Construye su nido en áreas calizas o dentro de la tierra, haciendo un  hueco ubicado al lado de un camino, un río o quebrada. Pone de 3 a 5 huevos blancos depositados directamente sobre el suelo en una madriguera en una loma o a veces en una pedrera, donde son incubados. Se reproducen entre mayo y junio.

## Subespecies del torogoz
Se reconocen siete subespecies de Eumomota superciliosa:
- Eumomota superciliosa bipartita - vertiente del Golfo en el sur de México a la vertiente del Pacífico de Guatemala.
- Eumomota superciliosa superciliosa - sudeste de México (Tabasco, Campeche, norte de Yucatán e isla Cozumel).
- Eumomota superciliosa vanrossemi - interior árido de Guatemala (valles de río Negro y Motagua).
- Eumomota superciliosa sylvestris - tierras bajas del mar Caribe del este Guatemala.
- Eumomota superciliosa apiaster - de El Salvador al oeste de Honduras y noroeste de Nicaragua.
- Eumomota superciliosa euroaustris - vertiente árida del Caribe del norte de Honduras.
- Eumomota superciliosa australis - vertiente pacífica del noroeste de Costa Rica.

## Amenazas y conservación
La Lista Roja de la Unión Internacional para la Conservación de la Naturaleza cataloga al torogoz como especie bajo preocupación menor. A pesar de que tiene un gran rango de distribución, desafortunadamente, su población en la naturaleza está disminuyendo. Se calcula que hay entre 500.000 y 49.999.99 individuos en libertad, siendo las principales amenazas que enfrenta esta especie la pérdida de hábitat por deforestación e incendios forestales y las capturas para el tráfico de mascotas. Aunque el torogoz no se puede tener como mascota, desafortunadamente, el tráfico ilícito de aves y la pérdida de hábitat son cada vez más fuertes, ya que son la causa de la reducción poblacional de esta especie.

## Cultura popular
El guardabarranco apareció en el anverso y reverso de los billetes de 5 000 córdobas nicaragüenses, serie G, de 1985. También aparece en el reverso de los billetes de 200 córdobas, serie A, de 2007.